# 岩手県道268号野田長内線
岩手県道268号野田長内線（いわてけんどう268ごう のだおさないせん）は、岩手県九戸郡野田村から久慈市に至る一般県道である。

## 概要
北限の海女で有名な小袖海岸を通る。路線は幅員狭小や急カーブ・急勾配箇所が多い。

### 路線データ
- 起点：野田村野田字新山（岩手県道217号野田港線交点）
- 終点：久慈市長内町（長内トンネル北交差点、国道45号・国道281号交点）

## 地理

### 通過する自治体
- 九戸郡野田村
- 久慈市

### 交差する道路
- 岩手県道217号野田港線（起点）
- 国道45号久慈バイパス・国道281号（終点）